# Geschäftsordnung der Europäischen Kommission
Die Geschäftsordnung der Europäischen Kommission ist die aufgrund von Art. 249 Abs. 1 AEU-Vertrag sowie Art. 131 Euratom erlassene Geschäftsordnung der Europäischen Kommission. Sie wird im Amtsblatt der Europäischen Union veröffentlicht (Art. 28 der Geschäftsordnung).
Die Geschäftsordnung ist in vier Kapitel unterteilt. Das erste Kapitel behandelt den Aufbau der Kommission (Art. 1 bis 4), Abschnitt 1 (Art. 5 bis 11) enthält Regelungen zu Sitzungen der Kommission, Abschnitt 2 (Art. 12 bis 16) zu weiteren Beschlussfassungsverfahren, Abschnitt 3 (Art. 17) zu gemeinsamen Vorgaben für die Beschlussverfahren und Abschnitt 4 (Art. 18 bis 20) zu Vorbereitung und Durchführung der Kommissionsbeschlüsse. Im zweiten Kapitel (Art. 21 bis 23) sind nähere Angaben zu den Dienststellen der Kommission niedergelegt. Das dritte Kapitel enthält Regelungen zur Vertretung der Mitglieder der Kommission (Art. 24 bis 27) und Kapitel IV enthält die Schlussbestimmungen (Art. 28 bis 29).
Als Anhang ist der Kodex für gute Verwaltungspraxis in den Beziehungen der Bediensteten der Europäischen Kommission zur Öffentlichkeit beigefügt. Er enthält neben Allgemeinen Grundsätzen und Leitlinien guter Verwaltungspraxis Regelungen über die Erteilung von Informationen über die Rechte der Beteiligten, die Behandlung von Anfragen, den Schutz persönlicher Daten und geheimer Informationen sowie Beschwerden.
Die Geschäftsordnung wurde ursprünglich 2000 auf Grundlage von Art. 16 EGKS-Vertrag, Art. 218 Abs. 2 EG-Vertrag und Art. 131 Euratom verabschiedet und löste die Geschäftsordnung vom 18. September 1999, geändert durch den Beschluss 2000/633/EG, EGKS, Euratom, ab, die durch Art. 26 der Geschäftsordnung aufgehoben wurde.